# Croix de cimetière de Saint-Sulpice-et-Cameyrac
La croix de cimetière de Saint-Sulpice-et-Cameyrac est située à droite de l'entrée ouest de l'église de Saint-Sulpice-et-Cameyrac dans la Gironde, à l'emplacement de l'ancien cimetière.

## Historique
La croix date du XVIe siècle et fait l’objet d’un classement au titre des monuments historiques depuis le 17 juillet 1908. 
Cette croix a été jetée à terre pendant la révolution. Elle a été redressée par la suite, mais dans le sens devant-derrière, c'est-à-dire que le crucifix se tourne du côté du levant au lieu d'être face au couchant, comme cela se pratiquait sur les croix du Moyen Âge.

## Architecture
La croix est élevée sur un palier hexagonal à trois marches. Le socle est carré dans le bas, octogonal dans le haut.
Sur le socle, s'élève un fût rond flanqué de quatre pilastres carrés, avec bases et clochetons. 
Au milieu du fût, entre les pilastres se trouvent quatre statuettes en bas-relief, dans une niche recouverte d'une accolade.
Ces statuettes représentent Saint Sulpice en costume d'évêque, Saint Roch (patron de la paroisse) avec son bourdon, son chien et l'ange, Saint Antoine avec sa clochette et Saint Michel terrassant le dragon.
Au-dessus, s'élève la croix proprement dite couverte de riches ornements gothiques. Sur la croix, assez semblable pour la forme et les ornements à celle de Saillans, on voit, d'un côté, une Notre-Dame-de-Piété, et de l'autre, un crucifix. 
Selon Léo Drouyn, pendant la Révolution, cette croix ayant été jetée à terre, a été replacée plus tard sens devant-derrière , c'est-à-dire qu'on a tourné le crucifix du côté du levant, au lieu de le remettre en face du couchant, comme cela se pratiquait d'ordinaire sur les autres croix du moyen âge.

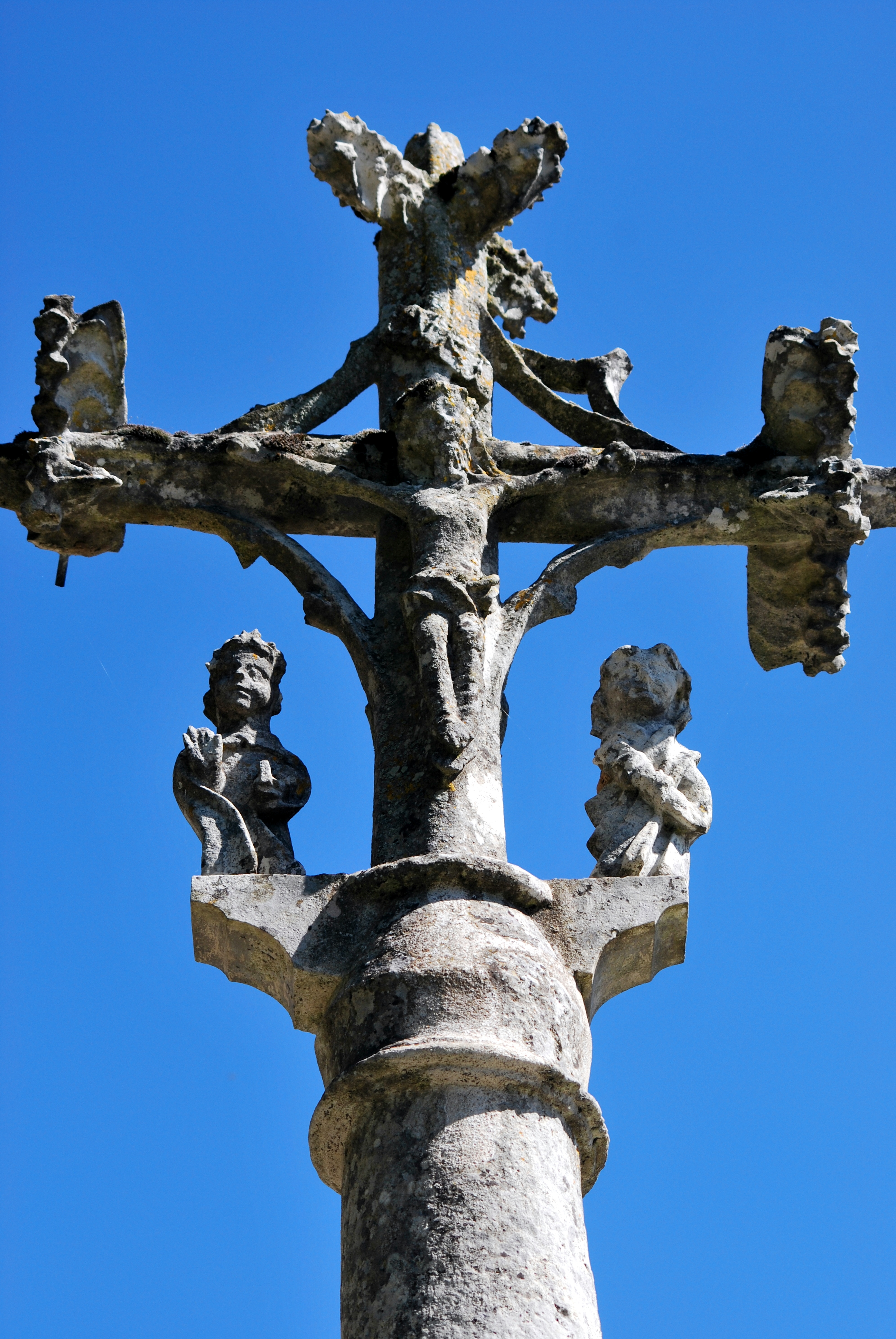
Crucifix
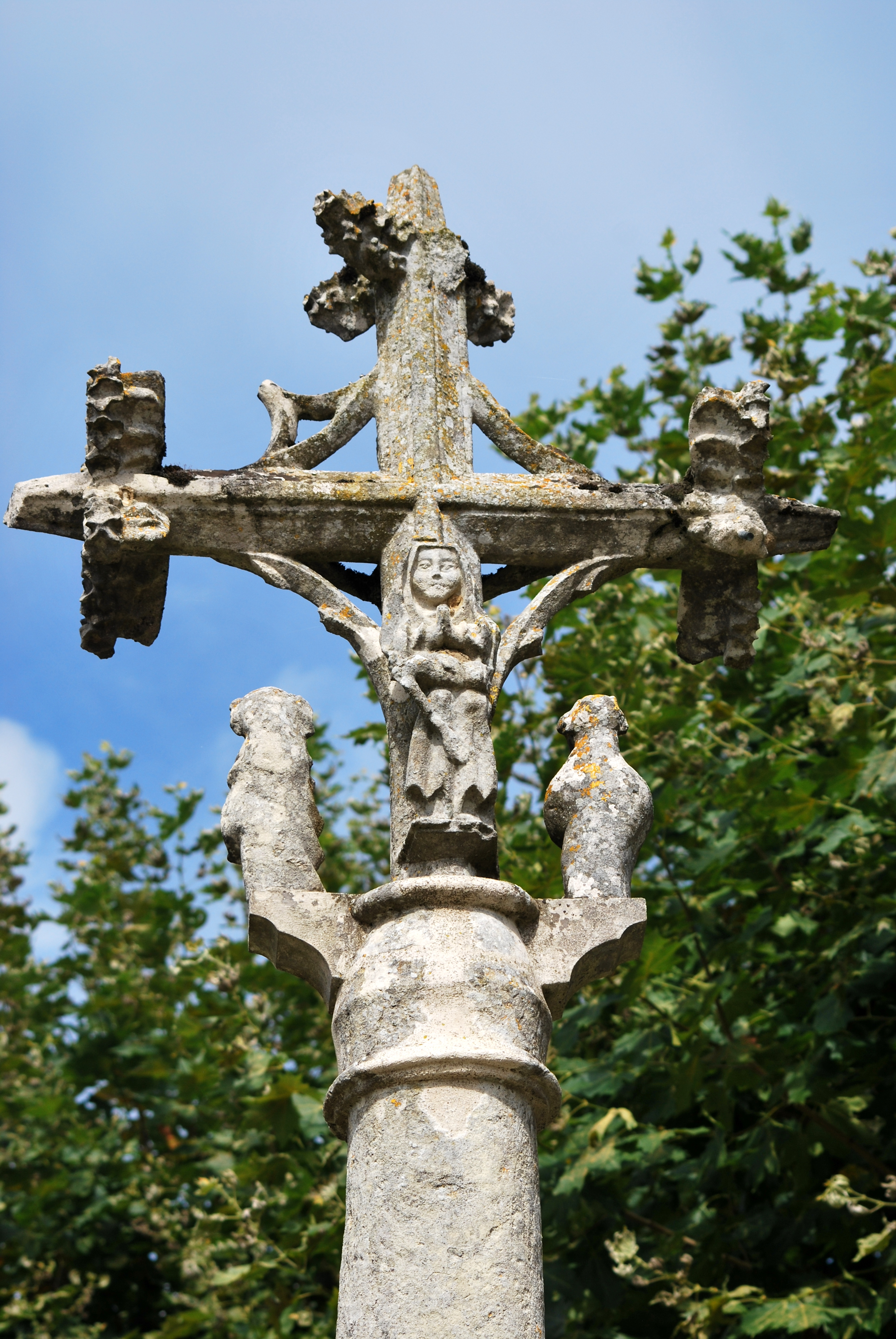
Notre Dame de la Pitié
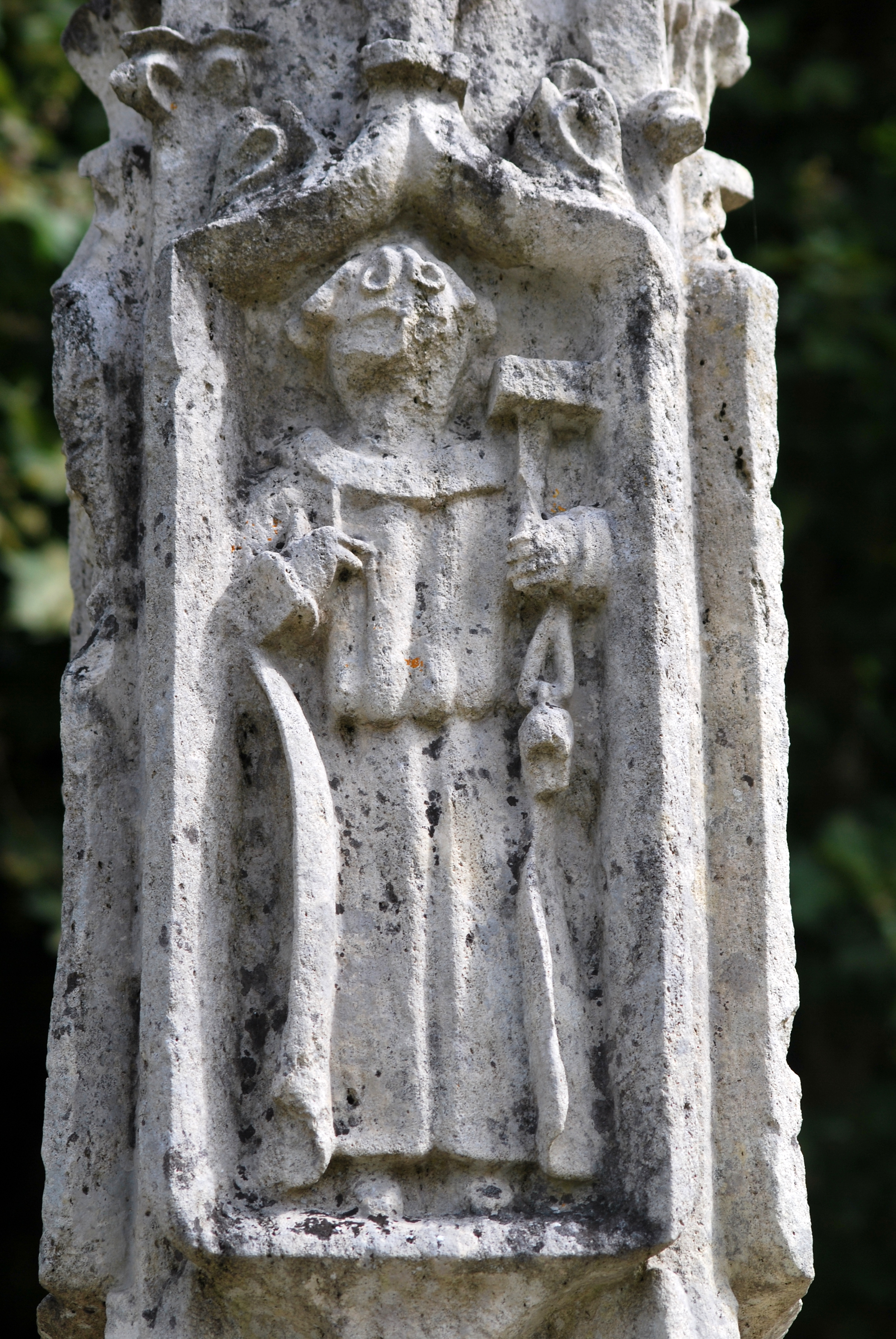
St Antoine avec clochette
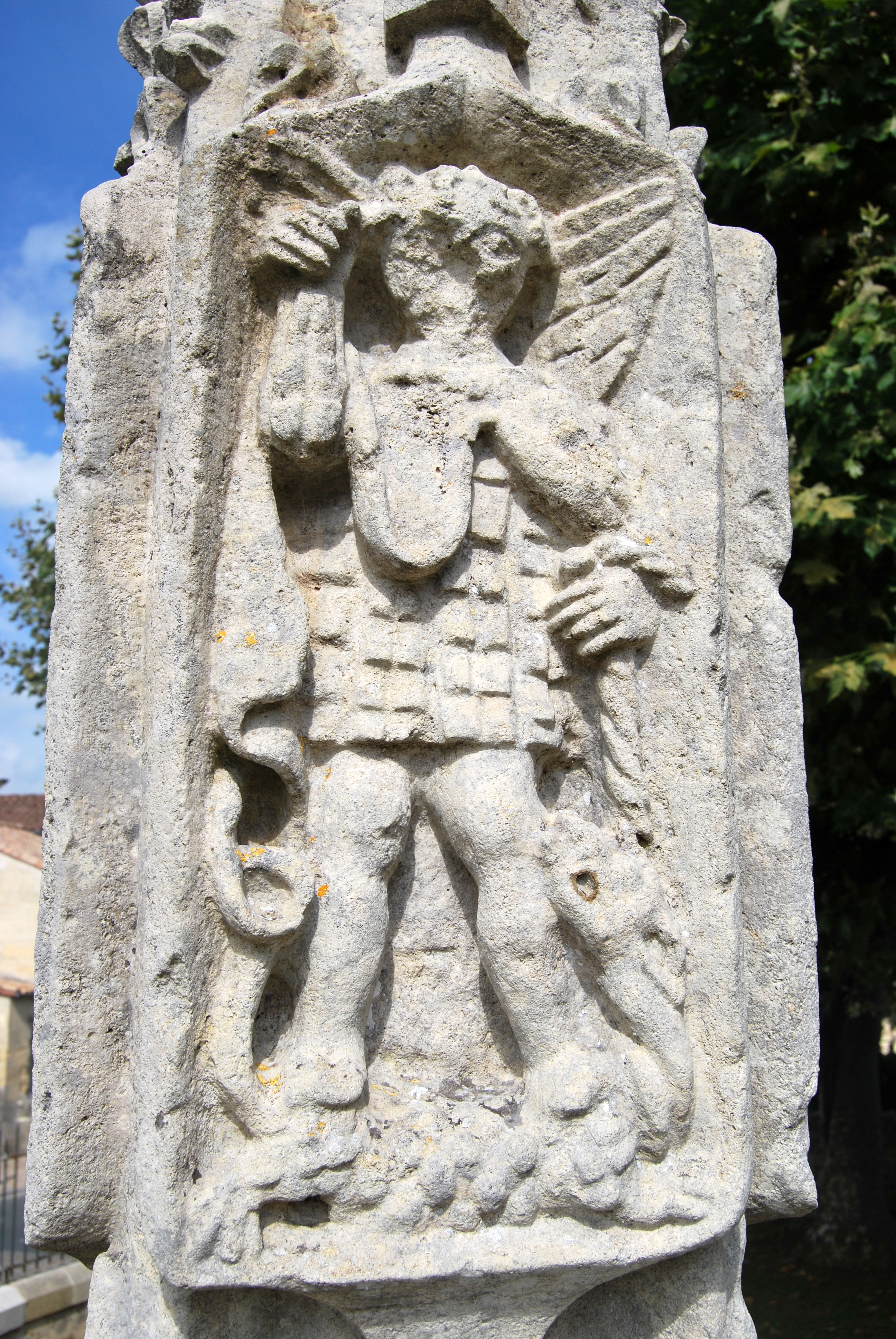
St Michel terrassent le dragon
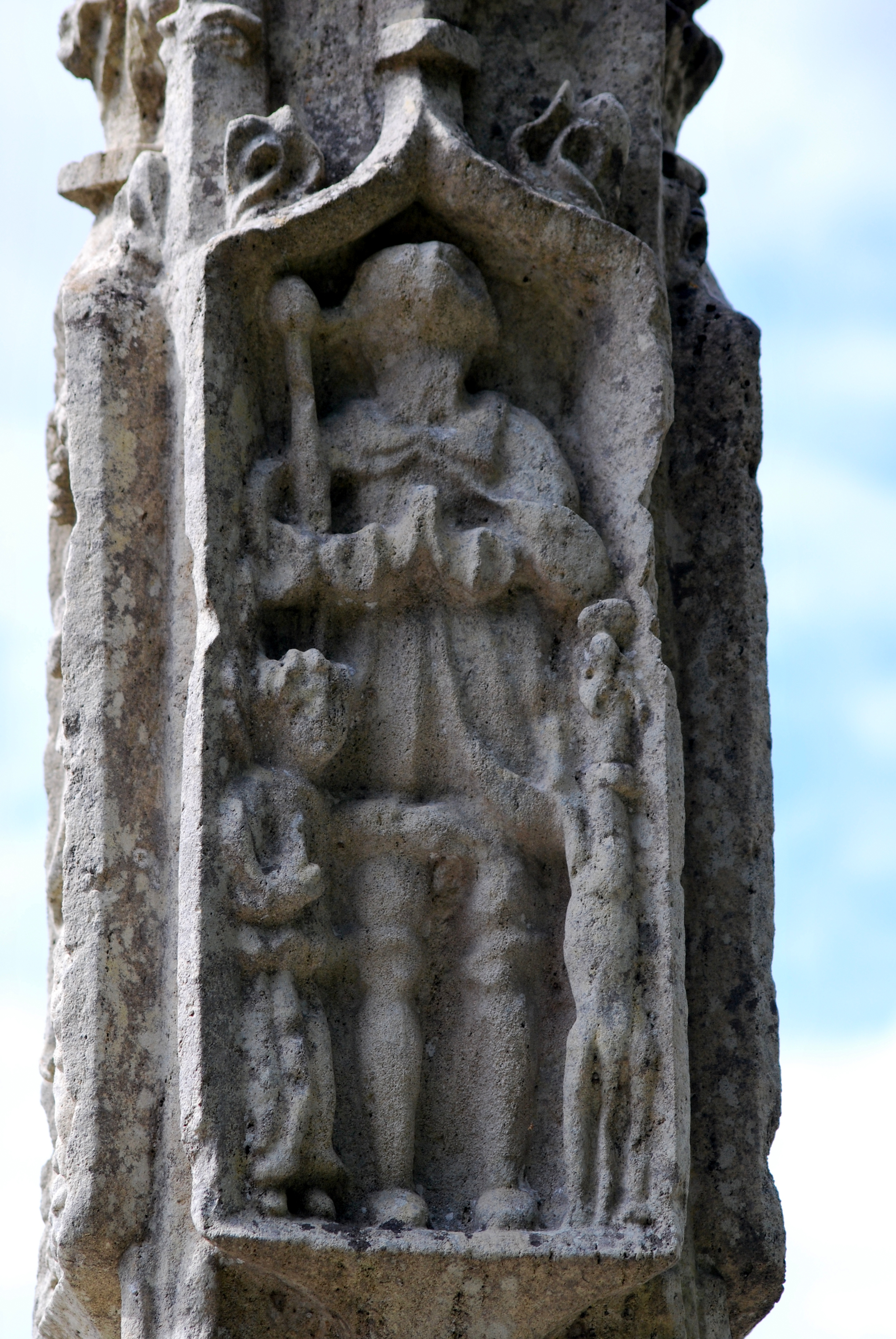
St Roch avec bourdon, chien et l'ange
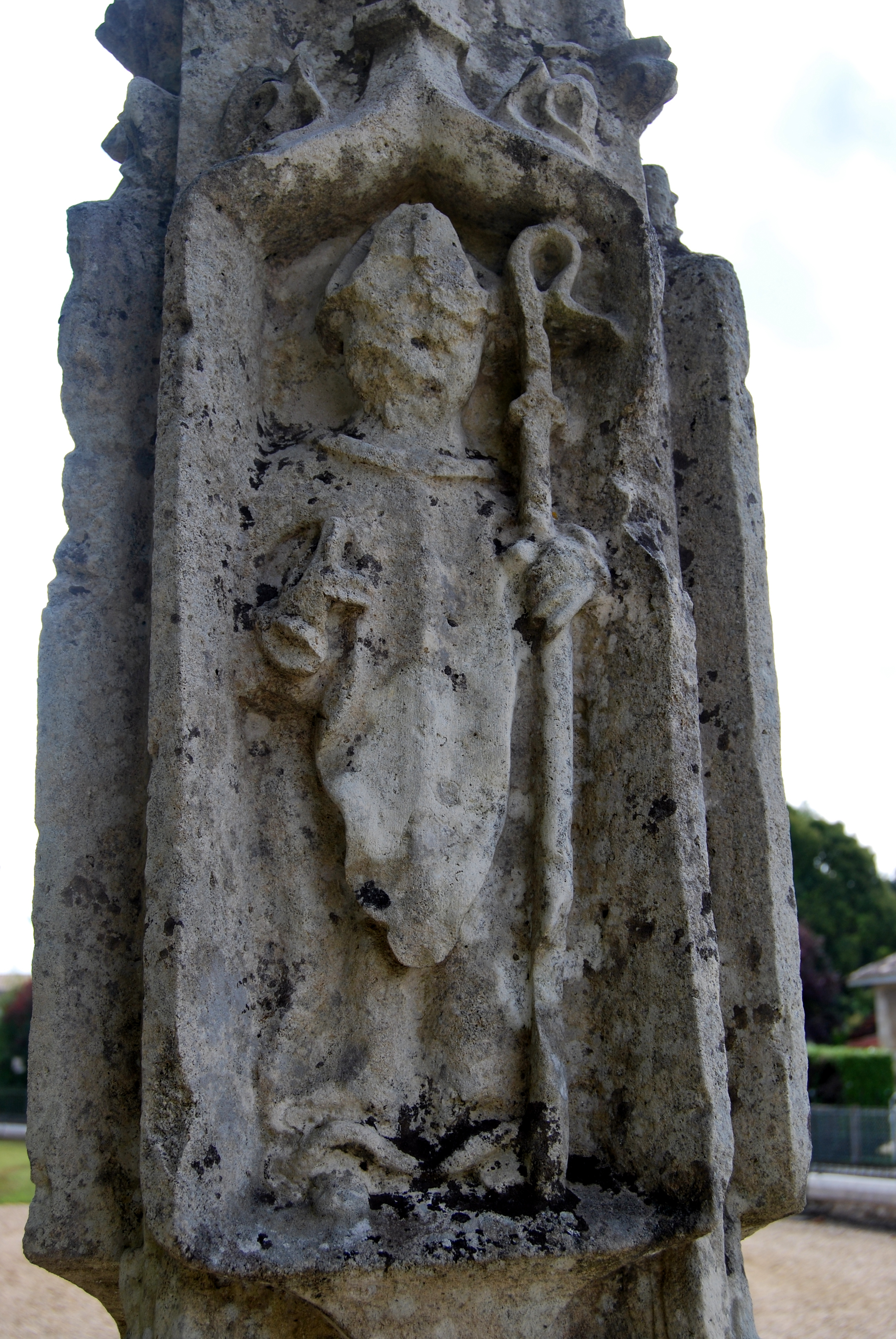
St Sulpice en costume d'évêque